# Flashback (película de 1969)
Flashback es una película estadounidense de 1969, escrita y dirigida por Raffaele Andreassi. La película recibió numerosos premios; Exteriores Globo de Oro de Prensa, Grolla prima Plata (St. Vincent), Premio de Turismo y Entretenimiento y Silverstar Festival de San Francisco. se inscribió en el 1969 Festival de Cine de Cannes y fue nominada para la Palma de Oro. En el festival de la película recibió ovaciones de pie. Después de la muerte del director Raffaele Andreassi en 2009 la película recuperó su popularidad.

## Reparto y personajes
- Fred Robsahm
- Pilar Castel
- Dada Gallotti
- Sandra Dal Sasso
- Gianni Cavina
- Antonietta Fiorito
- Pietro Bonfiglioli
- Gabriele Fornacioni
- Vittorio Gobbi